# Formula One 2001
Formula One 2001 es un videojuego de carreras basado en la temporada 2001 del Campeonato Mundial de Fórmula 1. Desarrollado por Studio 33 para PlayStation y Studio Liverpool para PlayStation 2 y publicado en Europa por Sony Computer Entertainment Europe. La versión de PlayStation 2 fue publicada en Norteamérica por Sony Computer Entertainment America bajo la marca 989 Sports, lo que sería el último lanzamiento en aquel continente hasta Formula One Championship Edition. Es una secuela del videojuego Formula One 2000.
En algunas ediciones se regaló un DVD que ofrecía una reseña comentada del Campeonato Mundial de Fórmula 1 de 2000, carrera por carrera, con la opción de alternar entre ver la transmisión principal, una cámara a bordo del automóvil, ver el pitlane o ver datos en pantalla como tiempos de vuelta y posiciones. Estas funciones se utilizaron en la cobertura interactiva del antiguo pago por evento F1 Digital+.

## Jugabilidad
El modo "arcade" del juego seguía una línea similar a la de Formula One 2000, aunque ahora se ofrecían incentivos en forma de mejoras en el coche del jugador.
Se introdujo un nuevo modo: el modo "Desafío". En el modo Desafío, los jugadores podrían dar una vuelta por Spa-Francorchamps en el Benetton B201 de Jenson Button. Los jugadores que lograran un tiempo de vuelta rápido recibirían un código de verificación y la oportunidad de publicar sus tiempos ganadores en Internet para compararlos con los de otras personas si tenían una cuenta.

## Escuderías y pilotos
| Escudería   | N.º | Pilotos               |
| ----------- | --- | --------------------- |
| Ferrari     | 1   | Michael Schumacher    |
| Ferrari     | 2   | Rubens Barrichello    |
| McLaren     | 3   | Mika Häkkinen         |
| McLaren     | 4   | David Coulthard       |
| Williams F1 | 5   | Ralf Schumacher       |
| Williams F1 | 6   | Juan Pablo Montoya    |
| Benetton    | 7   | Giancarlo Fisichella  |
| Benetton    | 8   | Jenson Button         |
| BAR         | 9   | Olivier Panis         |
| BAR         | 10  | Jacques Villeneuve    |
| Jordan      | 11  | Jarno Trulli          |
| Jordan      | 12  | Jean Alesi            |
| Arrows      | 14  | Jos Verstappen        |
| Arrows      | 15  | Enrique Bernoldi      |
| Sauber      | 16  | Nick Heidfeld         |
| Sauber      | 17  | Kimi Räikkönen        |
| Jaguar      | 18  | Eddie Irvine          |
| Jaguar      | 19  | Pedro de la Rosa      |
| Minardi     | 20  | Tarso Marques         |
| Minardi     | 21  | Fernando Alonso       |
| Prost       | 22  | Heinz-Harald Frentzen |
| Prost       | 23  | Luciano Burti         |

## Circuitos
| N.º | Carrera                       | Circuito     |
| --- | ----------------------------- | ------------ |
| 1   | Gran Premio de Australia      | Melbourne    |
| 2   | Gran Premio de Malasia        | Sepang       |
| 3   | Gran Premio de Brasil         | Interlagos   |
| 4   | Gran Premio de San Marino     | Imola        |
| 5   | Gran Premio de España         | Barcelona    |
| 6   | Gran Premio de Austria        | A1-Ring      |
| 7   | Gran Premio de Mónaco         | Monte Carlo  |
| 8   | Gran Premio de Canadá         | Montreal     |
| 9   | Gran Premio de Europa         | Nurburgring  |
| 10  | Gran Premio de Francia        | Magny Cours  |
| 11  | Gran Premio de Gran Bretaña   | Silverstone  |
| 12  | Gran Premio de Alemania       | Hockenheim   |
| 13  | Gran Premio de Hungría        | Hungaroring  |
| 14  | Gran Premio de Bélgica        | Spa          |
| 15  | Gran Premio de Italia         | Monza        |
| 16  | Gran Premio de Estados Unidos | Indianapolis |
| 17  | Gran Premio de Japón          | Suzuka       |

## Recepción
La versión para PlayStation 2 de Formula One 2001 recibió críticas "promedio" según el sitio web de agregación de reseñas Metacritic. En Japón, la revista Famitsu le dio una puntuación de 27 sobre 40.